# Linia kolejowa nr 39
Linia kolejowa nr 39 Olecko – Suwałki – niezelektryfikowana, jednotorowa linia kolejowa w północno-wschodniej Polsce o długości 42,902 km.
W styczniu 2010 zarząd PKP Polskie Linie Kolejowe zarekomendował przebieg trasy kolejowej Rail Baltica przez Ełk i Olecko. Trasa ta jest o 33 kilometry dłuższa niż przez Augustów, jednak za wyborem tego wariantu trasy przeważyły aspekty techniczne, ekologiczne, ekonomiczne i przewidywana liczba pasażerów.
| odcinek linii | odcinek linii | pociągi pasażerskie | pociągi towarowe | szynobusy |
| km pocz.      | km końcowy    | Tor 1               | Tor 1            | Tor 1     |
| 0,643         | 17,100        | 50                  | 50               | 50        |
| 17,100        | 37,800        | 50                  | 50               | 50        |
| 37,800        | 43,545        | 60                  | 60               | 60        |